# Spoorboekje Binnenland

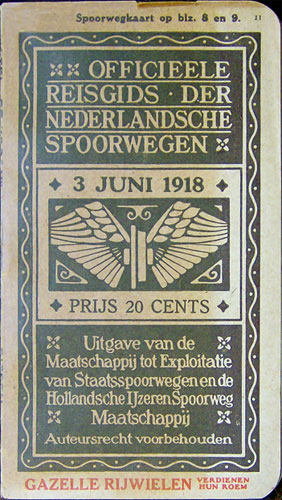
Kursbuch 1918

Als Spoorboekje Binnenland (wörtlich Eisenbahnbüchlein Inland) wurde das Kursbuch in den Niederlanden bezeichnet. Es erschien jedes Jahr zum Fahrplanwechsel, welches den gesamten Personzugverkehr umfasste, und ein IC-Boekje für Intercity (Niederlande), welches nur den Fernzugverkehr enthielt. Man bekam diese Bücher an jedem Bahnhof am Fahrkartenschalter. Nederlandse Spoorwegen stellte die Publikation dieser Bücher zum Dezember 2010 (Fahrplan 2011) ein; seit Dezember 2010 ist nur noch eine digitale Version erhältlich. Die regionalen Busfahrpläne gibt es bei den jeweiligen Verkehrsunternehmen.
Der Fahrgastverband Rover gibt seit Dezember 2012 ein Fernverkehrskursbuch und seit der Fahrplanperiode 2013/2014 zusätzlich ein komplettes »Spoorboekje« heraus. Diese Kursbücher sind im Versand bei Rover oder Fahrplancenter erhältlich, außerdem werden sie von einzelnen Buchhandlungen in den Niederlanden angeboten.